# Симун, Константин Михелевич
Константи́н Ми́хелевич (Миха́йлович) Симу́н (6 апреля 1934, Ленинград, СССР — 4 сентября 2019, США) — советский и американский скульптор-монументалист, художник, член Союза художников СССР.

## Биография
Родился на улице Правды в Ленинграде в 1934 году. Его отец Михель Давыдович Симуни (1905 — после 2 января 1944), как бывший участник Гехалуц, был в 1926 году осуждён на три года ссылки в Казахстан, работал на обувной фабрике. Родители были уроженцами Невеля. Во время войны с братом Леонидом, сестрой Розалией и матерью Михлей Лейзеровной Гайцгори был в эвакуации в Кировской области под Вяткой, потом в Солдарёвском детском доме.
В 1953—1957 годах учился в Ленинградском институте живописи, скульптуры и архитектуры им. И. Е. Репина, был исключен с пятого курса с формулировкой «за формализм».
С 1958 года — член Союза художников СССР.

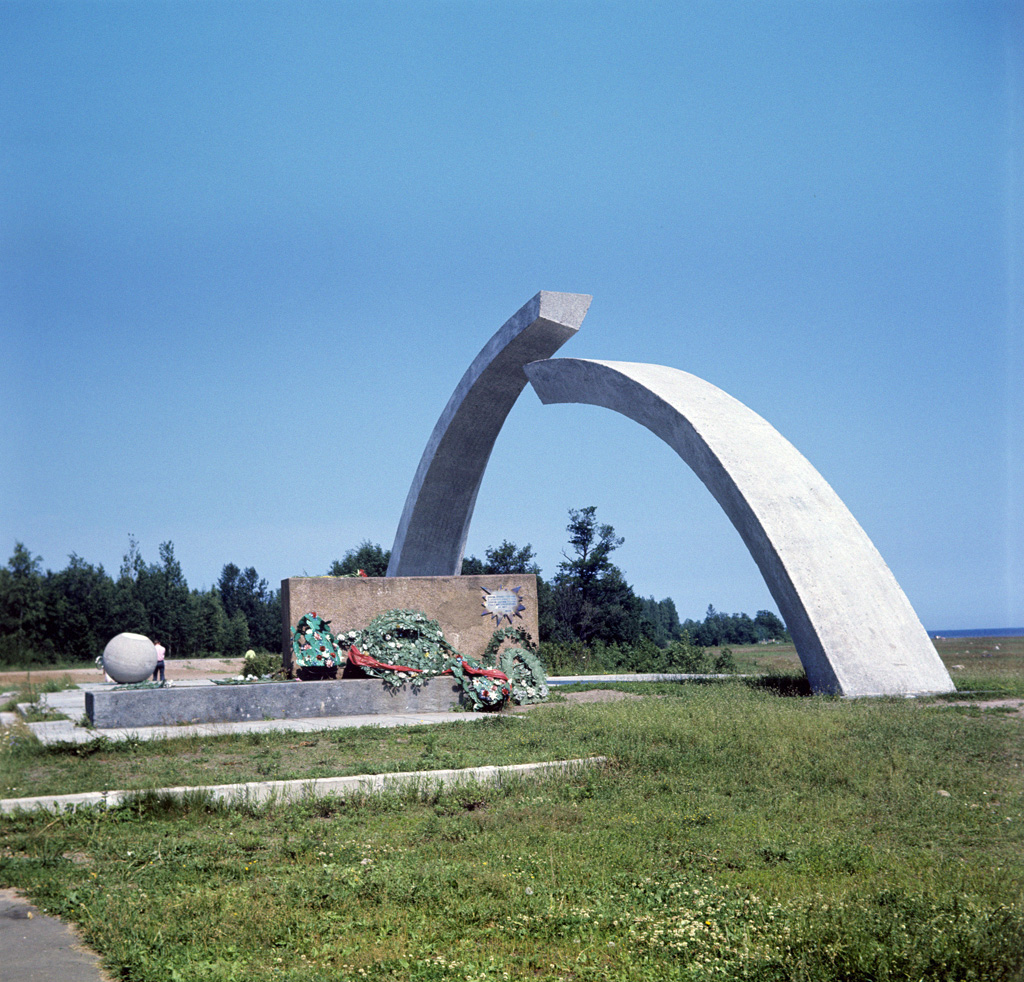
Монумент «Разорванное кольцо».

В 1966 году получил заказ на создание блокадного мемориала, с которым к скульптору пришла известность. Памятник «Разорванное кольцо», установленный на берегу Ладожского озера, стал главным, знаковым произведением и лейтмотивом всего творчества и жизни автора.
Константин Симун был одним из участников Группы «Одиннадцати». Группа художников, членов ЛОСХа, объединилась для участия в общей выставке в 1972, и затем ещё раз в 1976 году. Выставки «Одиннадцати» прошли в выставочном зале Союза Художников России на Охте. К. Симун был единственным скульптором среди одиннадцати, все остальные участники были живописцами: Виктор Тетерин, Евгения Антипова, Завен Аршакуни, Виталий Тюленев, Валерий Ватенин, Ярослав Крестовский, Герман Егошин, Борис Шаманов, Валентина Рахина, Леонид Ткаченко. Группу одиннадцати поддерживал также искусствовед Л. В. Мочалов.
С 1988 года скульптор жил в США (Бостон).
Двоюродный брат — математик Владимир Григорьевич Гайцгори.

## Работы
- Скульптура «Материнство», 1958
- Скульптура «Стакан» 1986
- Скульптура «Маршал Георгий Жуков», 1995
- Скульптура «Ленин», 1995
- Скульптура «Коллапс-2», 2007
- «Тотем Америка» — скульптура в стиле поп-арт, собранная. Установлена в парке скульптур Музея Де Кордова в Линкольне, штат Массачусетс
- «Бродский приехал» — первый в России памятник поэту Иосифу Бродскому, установленный в Санкт-Петербурге, во дворе филологического факультета СПбГУ

## Выставки
- «Дорога жизни» — выставка-благотворительная акция для блокадников. Русский музей, Санкт-Петербург.
- «Коллапс» — выставка, посвященная 11 сентября. Бостон.
- Персональная юбилейная выставка, посвященная собственному 70-летию, представила все этапы творческого пути скульптора, начиная с 1950-х годов. Корпус Бенуа в Русском музее, Санкт-Петербург.
- «Новая Аврора» — в Музее А. А. Ахматовой. Санкт-Петербург
- «Памяти Иосифа Бродского посвящается…» — Санкт-Петербург
- «Главный вопрос. Второе письмо скульптора Константина Симуна Президенту России» — Выставка организована в поддержку Детского дома № 19 г. Москвы и программы проекта «Наша Семья» по профилактике сиротства и семейному устройству детей-сирот и детей, оставшихся без попечения родителей.

## Награды
- 1957 лауреат VI Всемирного фестиваля молодёжи и студентов
- 1989 The Pollack-Krasner Foundation grant, New York
- 1990 The Ludwig Vogelstein Foundation, Inc. grant, New York
- 2005 International Dyagilev Prize «For Devotion to Art», St-Petersburg, Russia